# Волинська неділя (газета)
«Волинська Неділя» — газета, видання Українського Католицького Союзу, яка виходила у Львові в роках 1928-1934, а в Луцьку — 1935-1939, та була паралельним виданням львівської «Неділі» для волинян — із тією відмінністю, що покривала значні й буденні події на Волині. Редагував С. Вишнівський.